# Quichuana sepiapennis
Quichuana sepiapennis är en tvåvingeart som beskrevs av Hull 1943. Quichuana sepiapennis ingår i släktet Quichuana och familjen blomflugor.
Artens utbredningsområde är Panama. Inga underarter finns listade i Catalogue of Life.